# U-36 (1936)
El U-36 o Unterseeboot 36 fue un submarino oceánico al servicio de la Kriegsmarine del tipo VIIA en servicio con la Ubootwaffe durante la Segunda Guerra Mundial. 

## Construcción
Su quilla fue puesta sobre las gradas de los astilleros de Kiel el 2 de marzo de 1936, fue botado el 4 de noviembre de 1936 para ser entregado y comisionado en la Kriegsmarine el 6 de diciembre de 1936. Se construyeron un total de 10 unidades del tipo VIIA.

## Historial de servicio
Su primer comandante desde el 16 de diciembre de 1936 hasta el 31 de octubre de 1938 fue el Kptlt. Klaus Ewerth. En 1 de febrero de 1939, tomó el mando el Kptlt. Wilhelm Fröhlich, que continuo en este cargo hasta su muerte, cuando el buque fue hundido.
Antes del inicio de la Segunda Guerra Mundial, realizó una patrulla desde el 31 de agosto hasta el 6 de septiembre de 1939 por el mar del Norte.

### Formación, flotillas y deberes
- Diciembre de 1936 - septiembre de 1939	- Escuela de Flotilla Submarinos, Bote de Escuela Neustadt (botes de escuela)
- Septiembre de 1939 - diciembre de 1939	- Flotilla de Submarinos Saltzwedel, Bote de Incursión Wilhelmshaven (operacional)

### Patrullas de guerra
Primera patrulla

El U-36 partió de Kiel la mañana del 7 de septiembre de 1939 para patrullar la costa de Escocia, en anticipación al inicio de la guerra. Patrulló por el Mar del Norte, esperando encontrar buques que viajaran con suministros de guerra entre Gran Bretaña y Escandinavia. En este papel, hundió dos mercantes: el día 15 de septiembre hunde el vapor británico de 974 t SS. Truro, el día 25 hunde al SS Silesia (sueco 1839 t) el 27 captura al SS Algeria (sueco 1617 t) que llevaba a bordo productos británicos. Durante su patrulla, el U-36 fue recordado también por haber puesto la mina que se hundió el carguero noruego, SS Solaas. Retornó a Kiel el 30 de septiembre, donde permaneció hasta diciembre.
Segunda patrulla

El 2 de diciembre, el U-36 partió para su tercera patrulla para intentar de interceptar a buques británicos en ruta a Noruega. El día 4 el U-36 es hundido por un torpedo lanzado por el submarino británico HMS Salmon al suroeste del Mar del Norte de Farsund (Noruega) cerca de Kristiansand hundiéndolo con sus 40 tripulantes a bordo, en posición 57.00N, 05.20E.

### Hundidos y Capturados
| Fecha                    | Buque      | Nacionalidad | Tonelaje | Destino   |
| ------------------------ | ---------- | ------------ | -------- | --------- |
| 15 de septiembre de 1939 | SS Truro   | Británico    | 974      | Hundido   |
| 25 de septiembre de 1939 | SS Silesia | Sueco        | 1.839    | Hundido   |
| 27 de septiembre de 1939 | SS Algeria | Sueco        | 1.617    | Capturado |

Un total de 3 barcos hundidos (4.430 toneldas).

## Comandantes
- Capitán Klaus Ewerth - (16 de diciembre de 1936 - 31 de octubre de 1938)
- Capitán de Corbeta Wilhelm Fröhlich - (1 de febrero de 1939 - 4 de diciembre de 1939)